# 宣光承宣
宣光承宣（越南语：／），是越南后黎朝所设立的十三承宣之一，曾用名明順鎮，西臨興化承宣，南連山西承宣，東接太原承宣，北同中國雲南等處承宣布政使司為鄰。

## 建置沿革
越南陈朝先后设置过宣光州和宣光镇，此为宣光得名之始。明朝交趾承宣布政使司时期，设宣化府，领九县。后黎朝初年，属西道。黎圣宗光顺七年（1466年），划定全国政区，置宣光承宣。光顺十年（1469年），重划全国政区，仍设宣光承宣，领一府二县五州。
洪德二十一年（1490年），黎圣宗下令制作各承宣地图（划定版图），各承宣改题为“处”，宣光承宣为宣光处。黎襄翼帝洪順年間，改爲明順鎮。
黎恭皇統元六年（1527年），莫登庸篡位以後，武文淵據宣光興化等地扶黎倒莫，自此裒主武氏長期佔據此地，直至黎玄宗景治八年（1670年）黎廷遣黎憲略定宣光。
西山朝時劃屬北城所轄，阮世祖嘉隆初年，復名宣光鎮，仍隸于北城。阮聖祖明命十二年（1831年），北城諸鎮撤鎮改省，宣光鎮撤改為宣光省。

## 行政区划
宣光承宣下辖1府2县5州。
- 安平府：光顺十年初置。
  - 福安县：属明为文安县，光顺初为崇安县，后改福安县，由土酋梁氏世袭，阮朝时改为咸安县。
  - 收物州：属明为收物县，黎朝改为州，由土酋武氏世袭，阮朝改为收州。
  - 陆安州：光顺年间设州，由土酋世袭，今为安沛省陆安县。
  - 平原州：属明为文安县，黎朝改为州，由土酋麻氏世袭，后改为渭川州，今为河江省渭川县。
  - 大蛮州：属明为大蛮县，黎朝改为州，阮朝时因农文云起事，改名为霑化州，今为宣光省霑化县。
  - 保乐州：宋越战争后，归附安南的六县之一，由土酋农氏世袭，阮朝时因保乐土知州农文云起事，分为永奠县、底定县2县，法属时重设保乐州，今为高平保乐县。

另有1县史籍缺载。